# Tillandsia maya
Tillandsia maya là một loài thuộc chi Tillandsia. Đây là loài đặc hữu của México.